# Шапіївська сільська рада
| Шапіївська сільська рада — колишній орган місцевого самоврядування у Сквирському районі Київської області з адміністративним центром у с. Шапіївка. Сільській раді підпорядковані населені пункти: - с. Шапіївка - с. Токарівка |

## Склад ради
Рада складається з 16 депутатів та голови.

### Керівний склад ради
| ПІБ                         | Основні відомості                                                         | Дата обрання | Дата звільнення |
| --------------------------- | ------------------------------------------------------------------------- | ------------ | --------------- |
| Гайдучок Олександр Іванович | Сільський голова, 1952 року народження, освіта, безпартійний              | 26.03.2006   | 31.10.2010      |
| Грисюк Євгеній Миколайович  | Сільський голова, 1979 року народження, освіта вища, член Партії регіонів | 31.10.2010   |                 |

Примітка: таблиця складена за даними джерела